# Sailor Senshi

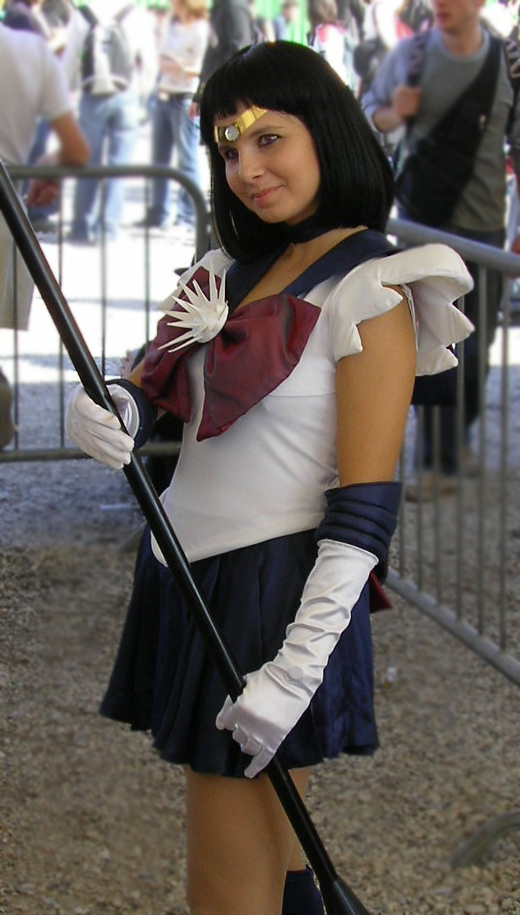
Un cosplay di Sailor Saturn, nella tipica uniforme del Sailor Team

Una Sailor senshi (セーラー戦士?, Sērā senshi) è un tipo di eroina che compare nella serie Sailor Moon. Il termine deriva dall'unione di sailor fuku, un tipo di uniforme scolastica giapponese, e di senshi, che in giapponese significa guerriero o soldato. Il termine è stato creato da Naoko Takeuchi in persona.
Nell'adattamento italiano, è stato tradotto come guerriera Sailor, o, come dice la stessa protagonista, combattente che veste alla marinara. Talvolta nel doppiaggio italiano venivano indicate anche solo come "Le Sailor", omettendo la traduzione del termine senshi (guerriera, combattente). Nelle altre versioni internazionali il termine è stato tradotto come "Sailor Soldier" per il musical e nell'anime, come "Guardian" in PGSM e nella seconda ristampa del manga come da titoli, e come "Sailor Scout" nel primo adattamento americano dell'anime.

## Caratteristiche
Le Sailor Senshi sono un archetipo delle magiche eroine del genere giapponese majokko, cioè giovani ragazze con poteri speciali che si occupano di proteggere la Terra. Molte guerriere hanno anche un'identità civile, ma essenzialmente si tratta della stessa personalità, e non di due differenti persone. Le due entità, comunque, vengono spesso trattate singolarmente, perché nella loro forma da guerriera, grazie ai Sailor Crystal nel manga, e il loro Star Seed nell'anime, che possiedono, acquisiscono dei poteri e capacità soprannaturali.
Secondo l'autrice, Naoko Takeuchi, solamente le ragazze possono essere Sailor Senshi, anche se è conosciuto un ragazzo in possesso del Sailor Crystal, cioè Mamoru Chiba. Mamoru è il guardiano del pianeta Terra, che aiuta le guerriere sotto le apparenze di Tuxedo Kamen.
La guerriera più conosciuta è senza dubbio Sailor Moon, che difende la Terra e la Galassia con l'aiuto delle altre guerriere sailor.
Come spiegato da Kou Yaten nel 46º episodio del manga, ogni senshi possiede un Sailor Crystal, cioè un tipo particolare di Star Seed, che le dona diversi poteri, così come compiti. Ogni Sailor Crystal nasce da un luogo al centro della galassia, il Galaxy Cauldron, il suo potere si espande su una stella da lui scelta per crescere assieme a lei, diventando alla fine della sua evoluzione la guerriera guardiana di quella stella. In questo modo nasce una Sailor Senshi, che ha il compito di proteggere il suo pianeta. Si può quindi dedurre che su ogni pianeta è nata, o nascerà, una guerriera, che prende il nome dal suo pianeta. L'unica eccezione a questa regola è Sailor Kakyuu, il cui pianeta natale è Kinmoku, e quindi dovrebbe chiamarsi Sailor Kinmoku.
Inteso come gruppo, il termine "Sailor Senshi" si riferisce a tutte le guerriere sparse per la galassia. Il Sailor Team è il gruppo protagonista della serie, composto ufficialmente da 10 guerriere, più altre due in alcune versioni. Nel corso della serie compaiono altri gruppi, come le Sailor Starlights o il Sailor Quartet. 

### Condizione civile
La condizione civile viene trattata in molti modi: per il Sailor Team si intende ogni ragazza in cui si è reincarnato lo spirito delle guerriere sailor, che rimane cosciente di questa presenza e tende a lavorare con essa dal momento del suo risveglio. In altri casi, come quello delle Sailor Starlights, la loro forma civile è soltanto un mero travestimento.
Non viene inoltre specificato se tutte le senshi hanno una forma civile, ma seguendo quando detto da Kou Yaten, ogni guerriera prima del "risveglio" dei propri poteri era una ragazza normale, e quindi possedeva automaticamente una forma civile.

### Uniformi
Le uniformi indossate dalla Sailor Senshi sono delle rivisitazioni delle uniformi scolastiche giapponesi, conosciute come sailor fuku, o fuku alla marinara, molto popolari ancora oggi. Naoko Takeuchi attribuisce l'idea dell'uso delle fuku al suo editore, Fumio Osano. Inizialmente, ogni guerriera possedeva un'uniforme unica nel suo genere, simile alle altre soltanto nella sua forma base, ma con il tempo queste presero un aspetto più conforme.
Le Senshi originarie di altri pianeti, all'infuori del Sistema Solare, hanno spesso delle uniformi completamente diverse, e l'unico punto in comune è il collarino.

#### Sailor Team
Con l'aumento di nuovi poteri e capacità, ogni uniforme cambia leggermente per riflettere i progressi di ogni guerriera. Alcune guerriere possiedono delle caratteristiche uniche (come la mancanza di maniche di Sailor Mercury e Sailor Pluto, oppure il pendente di Sailor Neptune), ma le uniformi rimangono sempre simili, tranne per quanto riguarda lo schema dei colori utilizzati. Sailor Moon viene trattato come un caso a parte, ma il resto delle guerriere del Sailor Team ha tre versioni di uniformi:
1. Nella prima trasformazione, le Guardian Senshi evocano il potere del pianeta (Es. Mercury power, make up!) utilizzando la Henshin Pen; tra anime e manga la fuku differisce in alcuni dettagli. Nel manga, Sailor Mars ha un ciondolo rosso sulla cintura, Venus ha come cintura una catena, Jupiter una catena con una sfera contenente pot-pourri di rosa[6], mentre Mercury possiede tre orecchini ed è priva di spalline.
2. La seconda trasformazione porta a un cambio dell'oggetto magico utilizzato per la trasformazione: viene usato lo Star Power Stick e cambia la formula di trasformazione (Es. Mercury Star power, make up!). La fuku non muta nell'anime e nemmeno nella seconda edizione manga, che con l'anime presenta le stesse differenze. Nella prima edizione del manga, invece, la fuku diviene identica all'anime, eccezion fatta per Sailor Mercury. Non compare nessuna trasformazione del genere delle outer.
3. La terza forma delle Guardian Senshi è presente solo nel manga; nell'anime mantengono la medesima trasformazione, ma è necessario distintinguere due gruppi: le Guardian Senshi hanno una (Venus) o più linee vicino al bordo della loro colletto posteriore, mentre le Outer Senshi ne sono prive[7]. Non viene usato nessun oggetto per la trasformazione nel manga, e la formula di trasformazione come per le precedenti ha la stessa formula per tutte e otto le senshi fatta eccezione, ovviamente, per il nome del pianeta (Es. Mercury planet power, make up! ); nell'anime, invece, le outer utilizzano per questa trasformazione le Lip Rod, una particolare, potremmo dire, bacchetta magica. La spilla è sempre circolare e non vi sono differenze fra anime e manga, eccezion fatta per Sailor Mercury che presenta le medesime differenze nel manga e per Sailor Pluto che possiede una cintura in vita con appese delle chiavi. Nel manga, inoltre, prima della terza versione, mutano le spille centrali: dalla forma circolare a quella di cuore[8], ma la formula di trasformazione è sempre la stessa. Alla fine della terza serie, inoltre, ottengono una prima trasformazione in Super Sailor Senshi grazie al potere di Super Sailor Moon.
4. Nella versione super, ogni uniforme diventa più simile alle altre, a parte alcune distinzioni, come i tipi di orecchini o il tipo di scarpe, distinzione fra l'altro sempre presente anche nelle altre trasformazioni e non mutate in questa versione. Quando Sailor Moon passa a questa versione, viene chiamata Super Sailor Moon. Nel manga e nell'anime le altre guerriere non cambiano il nome[9], tuttavia nell'anime, quando Sailor Chibi Moon cerca di convincerle ad accettare il loro potere, le chiama Super Sailor Senshi, ma i loro nomi non mutano. Tutte le Senshi, oltre ad avere la spilla a cuore, hanno i fiocchi sulla schiena più lunghi, presentano le spalline, e la parte finale è trasparente. Sailor Pluto perde la cintura anche nel manga e Sailor Mercury ha 3 orecchini anche nell'anime. Per questa trasformazione nel manga tutte le Sailor Senshi usano il loro Sailor Crystal richiamato dalle Senshi stesse, mentre la formula di trasformazione è per tutte identica (Es. Mercury Crystal power, make up!). Nell'anime le Guardian Senshi usano il Crystal Henshin Stick, forma evoluta dello Star Power Stick, grazie al potere di Pegasus; le Outer Senshi ottengono questa trasformazione all'inizio della 5ª serie e, a parte il momento dell'acquisizione dei poteri, non si vedono altre trasformazioni;
5. L'ultima versione rende uniforme ogni fuku, introducendo ulteriori decorazioni, ed è visibile solo nel manga. Sailor Moon viene chiamata Eternal Sailor Moon in questa forma, con l'aggiunta di ali al posto del fiocco posteriore e la perdita della tiara. Le altre guerriere non guadagnano ali, né perdono la loro tiara[10], ma per la prima volta tutte hanno gli stivali bianchi, doppie gonne, orecchini e spille a stella; per trasformarsi usano il loro Sailor Crystal, che muta dalla forma di cuore a quella di stella.

Sailor Moon, in ogni sua forma, indossa delle uniformi più elaborate e decorate rispetto alle altre. La prima include decorazione per la sua acconciatura; nella prima versione differisce nel manga per la forma della spilla e un ciondolo nel collarino. La spilla utilizzata è la Henshin Brooch o Moon Brooch con la formula "Moon Prism Power Make up!". Nella seconda forma, Sailor Moon utilizza per trasformarsi e per la prima volta il cristallo d'argento; la spilla è la Crystal Star ed è la stessa utilizzata, sia nell'anime, che nel manga. La fuku non presenta differenze fra anime e manga e la formula usata per la trasformazione è Moon Crystal power make up! Nella terza forma, Sailor Moon usa la Cosmic Heart Compac e la formula Moon Cosmic power, make up! e non vi sono differenze fra anime e manga. Nella versione successiva, indossa una gonna multicolore e per la trasformazione viene usata la Rainbow Moon Chalice nell'anime ed il Sehai (calice sacro) nel manga; la spilla è la stessa della precedente trasformazione. Nella serie successiva vi sono diversi mutamenti, soprattutto nell'anime, per quanto riguarda i colori della gonna e la spilla, che in questo caso è la Crisis Moon Compact; come già accennato, inoltre, al posto del fiocco posteriore compaiono ali angeliche mentre la gonna è formata da tre strati con colori differenti; il fiocco sul petto, infine, ha la forma di ali.
Sailor ChibiMoon è molto simile a Sailor Moon: la sua prima trasformazione con il Pink Sugar Compact utilizza la medesima formula della prima trasformazione di Sailor Moon; la fuku, invece, è di colore rosa al posto del blu, mentre gli stivali sono rosa e non più rossi. Nella sua seconda forma, Super Sailor ChibiMoon, è più simile a Sailor Moon di tutte le altre guerriere del Sailor Team; presenta solo una spilla diversa, il Chibi Moon Compact, la fuku è simile all'ultimo power up delle altre guerriere, ma, da come viene riportato dall'autrice Naoko Takeuchi nel disegno di tutti i personaggi della serie, il suo nome rimane invariato.
L'immagine qui su mostrata non è un'opera dell'autrice e non è da considerarsi ufficiale.

#### Altre Senshi
Nel manga, le prime senshi a comparire, dopo il Sailor Team, sono quelle del Sailor Quartet. La loro uniforme è molto simile a quella del Sailor Team, così come i colori base: rosso, rosa, azzurro e verde. Sulla loro tiara è presente una pietra a forma di stella, con un fermaglio della stessa forma sul fiocco centrale. Inoltre hanno delle acconciature molto più complesse rispetto alle altre guerriere.
Le Sailor Starlights indossano un outfit completamente diverso: hot pants al posto di una gonna, stivali fino al ginocchio e guanti fino ai gomiti, tutti di colore nero. Al posto della comune tiara, indossano un gioiello con il motivo della stella, ricorrente anche sulle fasce intorno alla vita e sulla parte centrale del loro top. Sailor Kakyuu, dello stesso sistema planetario, presenta un'uniforme basata sul colore rosso, con lo stesso gioiello delle Starlights sulla fronte al posto della tiara. Inoltre porta una corona molto elaborata, mentre la gonna ricorda un motivo floreale, in quanto, al posto della normale gonnellina pieghettata, presenta quello che sembra un bocciolo rosso.
Le restanti Senshi continuano ad allontanarsi dai canoni imposti dal Sailor Team. Sailor Galaxia, per esempio, indossa un vestito color oro molto decorato, unico nel suo genere. Le sue seguaci Sailor Lethe, Sailor Mnemosyne, Sailor Chi e Sailor Phi indossano invece delle vesti che ricordano vagamente abiti da sera o vestiti lunghi, completamente differenti dell'idea di sailor fuku. Sailor Theta indossa un completo nero e giallo oro, mentre Sailor Buttress, presente solo nei musical, indossa lo stesso modello di Sailor Galaxia, ma di colore nero. Le Sailor Animamates, così come i Phage, non presentano delle vere uniformi, ma costumi originali.
Sailor Chibichibi, indossa un'uniforme molto semplice, basata sul colore rosso e sul tema dei cuori. Nella forma di Sailor Cosmos, è bianca con decorazioni dorate, mentre al posto del fiocco centrale, sono presenti ali trasparenti, sovrastate da un cristallo dorato. Sailor Chaos, non viene mai mostrata chiaramente nel manga, mentre nell'anime, nell'episodio 200, presenta la fuku di galaxia nella versione in nero. Sailor Channel e Sailor Guccicci indossano un abito molto semplice, rispettivamente rosa e color pera, ma non sono delle vere e proprire sailor senshi, ma semplici cosplayer che appaiono in un episodio speciale del manga. In Sailor K, Sailor N, Sailor M, Sailor Rabbit e in PGSM, si travestono da Sailor V, indossando la sua uniforme, con guanti e maschera. Va fatto notare che Sailor Rabbit indossa una fuku molto simile alla suite di Parallel Sailor Moon. Infine, le Senshi scomparse non compaiono mai chiaramente per dedurne la composizione della loro uniforme, viene mostrata solo Sailor Coronis di spalle ma non si nota la composizione della fuku.

### Poteri
Ogni guerriera è dotata di poteri sovrannaturali con cui è in grado di combattere, e teoricamente sconfiggere, ogni nemico o avversario. Uno dei poteri principali, ampiamente trattato in tutte le versioni dell'opera, è quello che permette di risvegliare dentro di sé lo spirito della guerriera, e quindi passare dalla forma "civile", a quella di senshi. Gli altri poteri ruotano intorno ad azioni offensive e difensive, usate la maggior parte delle volte in combattimento, e sono unici per ogni guerriera e spesso legati agli astri che le proteggono. Sailor Moon, protagonista delle serie, è probabilmente la guerriera che dispone di più attacchi, nonché poteri curativi di vario genere, tutti che ruotano intorno al potere della Luna.

## Lista completa di Senshi
Le Senshi vengono di solito suddivise per: gruppi di appartenenza, provenienza o per poteri comuni. La maggior parte di loro appare sia nel manga che nella versione animata, ed alcune sia nella versione teatrale (musical) che nel live-action (PGSM). L'unica eccezione è quella di Parallel Sailor Moon, apparsa nell'omonimo manga (PGSM).
Per indicare le opere in cui appaiono, si userà "m" per manga, "a" per anime, "sm" per i musical e "pgsm" per la serie live. Dove non viene indicato, si sottintende che appaiono in tutte le serie.
| Sailor Team - Sailor Moon - Sailor Mercury - Sailor Mars - Sailor Jupiter - Sailor Venus - Sailor Uranus (m, a, sm) - Sailor Neptune (m, a, sm) - Sailor Pluto (m, a, sm) - Sailor Saturn (m, a, sm) - Sailor Astarte (sm) - Sailor Chibimoon (m, a, sm) - Sailor Luna (pgsm) The Sailor Quartet (m, sm) - Sailor Ceres - Sailor Juno - Sailor Vesta - Sailor Pallas Senshi da Kinmoku - Sailor Kakyuu (m, sm) - Sailor Star Fighter (m, a, sm) - Sailor Star Maker (m, a, sm) - Sailor Star Healer (m, a, sm) |  | Shadow Galactica - Sailor Caos (m, a, sm) - Sailor Galaxia (m, a, sm) - Sailor Lethe (m, sm) - Sailor Mnemosyne (m, sm) - Sailor Phi (m, sm) - Sailor Chi (m, sm) - Sailor Theta (sm) - Sailor Buttress (sm) Sailor Animamates - Sailor Iron Mouse (m, a, sm) - Sailor Lead Crow (m, a, sm) - Sailor Aluminum Seire (m, a, sm) - Sailor Tin Nyanko (m, a, sm) - Sailor Heavy Metal Papillon (m, sm) - Sailor Pewter Fox (sm) - Sailor Titanium Kerokko (sm) - Sailor Mitis Kerokko (sm) |  | Altre Senshi - Sailor Chibichibi (m, a, sm) - Sailor Cosmos (m) - Sailor Chaos (m, sm) - Parallel Sailor Moon (pgsm) False Sailor Senshi - Sailor Channel (m) - Sailor Guccicci (m) - Sailor Tamasaburou (a) - Sailor K (pgsm) - Sailor N (pgsm) - Sailor M (pgsm) - Sailor A (pgsm) - Sailor Rabbit (pgsm) Senshi scomparse (m) - Sailor Squit - Sailor Koronis - Sailor Mermaid - Sailor Mau - Sailor Cocoon Sailor Power Guardian (m) - Guardian Mercury - Guardian Venus - Guardian Mars - Guardian Jupiter - Guardian Saturn - Guardian Uranus - Guardian Neptune - Guardian Pluto |  | Phage (a) - Sailor Carina (Pretty) - Sailor Essenze (Guts) - Sailor Foto (Picture) - Sailor Regina (Director) - Sailor Insegnante (Teacher) - Sailor Signorina (Ojō) - Sailor Chef - Sailor Direttore (Conductor) - Sailor Poliziotto (Cop) - Kengo Ibuki - Sailor Sommelier - Sailor Dottore (Doctor) - Sailor Antique - Sailor Leaguer - Sailor Stewardess - Sailor DJ - Sailor Intrattenimento (Amuse) - Sailor Gamer - Sailor Musicista (Musician) |

### Sailor Team
Il Sailor Team (La Squadra delle Guerriere Sailor nell'adattamento televisivo dell'anime) è un gruppo composto da dieci guerriere, protagonista della serie. Otto di esse formano due sottogruppi: quattro guerriere vengono chiamate Guardian Senshi (o le Quattro Guerriere degli Spiriti Guardiani), mentre le altre quattro sono le Outer Senshi (o guerriere del sistema solare esterno). Nel manga, il gruppo è formato ufficialmente da 10 guerriere, ma in alcune versioni appaiono altre guerriere che si aggiungono al Sailor Team.
Sailor Moon e Sailor Chibimoon sono entrambe membri del Sailor Team, ma non sono incluse in nessuno dei sottogruppi. Inoltre Sailor Chibimoon, solamente nel manga, fa anche parte del Sailor Quartet. 
Come per le precedenti guerriere, le seguenti non vengono smistate nei sottogruppi. Esse appaiono rispettivamente nella versione live e in quella teatrale:
Sailor Luna è un personaggio che appare solamente nella versione live della serie, PGSM. Quando Luna acquisisce l'abilità di prendere forma umana, conosciuta come Luna Tsukino, è anche in grado di trasformarsi in Sailor Luna.
Sailor Astarte è una guerriera sailor che compare solo in uno dei musical di Sailor Moon. La sua identità civile è Shiva Shingetsu Astarte, e proviene dalla Transilvania. Diventa amica di Usagi e delle altre ragazze. Nel suo corpo oltre a Sailor Astarte, risiedono le personalità di Dark Cain, che i nemici della storia intendono risvegliare per distruggere la Terra, e di Vulcan, un'entità benevola che aiuterà le guerriere sailor. Si definisce "la decima guerriera sailor, proveniente dall'altra parte del sole", riferimento a 672 Astarte, un asteroide che orbita intorno al sole, da cui prende il nome. Nel musical il suo personaggio è interpretato da Aya Hosoda.

#### Guardian Senshi
Le Guardian Senshi, ufficialmente "Le Quattro Guerriere degli Spiriti Guardiani" (四守護神の戦士?, yon shūgoshin no senshi), sono le prime quattro guerriere del sistema solare interno, cioè Sailor Mercury, Sailor Mars, Sailor Jupiter e Sailor Venus. La loro fuku è caratterizzata da colori brillanti e dal colletto dotato di un variabile numero di strisce.
Il loro compito era quello di sorvegliare la principessa Serenity, e rimanevano sempre con lei, al fine di proteggerla da ogni pericolo. Sotto il comando di Sailor Venus, loro leader, esse intervenivano nel momento in cui si creavano problemi all'interno del sistema solare. Quando venne distrutto Silver Millennium, le quattro ragazze e la loro principessa rinacquero sulla Terra nel XX secolo, come Usagi Tsukino (Sailor Moon), Ami Mizuno (Sailor Mercury), Rei Hino (Sailor Mars), Makoto Kino (Sailor Jupiter), e Minako Aino (Sailor Venus). Tutte le ragazze avevano 14 anni all'inizio della storia.
Le Guardian Senshi sono descritte come più vicine alla loro vita sulla Terra, rispetto alle Outer Senshi. Esse tendono ad essere più socievoli, simpatiche e meno mature. Quando possibile, cercano di salvare ogni persona, pur rischiando la loro vita. I loro poteri aumentano con il tempo, ma non saranno mai sviluppati come quelli delle loro colleghe Outer.

#### Outer Senshi
Le Outer Senshi, ufficialmente "Guerriere del Sistema Solare Esterno" (外部太陽系戦士?, gaibu taiyōkei senshi), sono il gruppo composto da Sailor Uranus, Sailor Neptune, Sailor Pluto e, in seguito, Sailor Saturn. Le loro fuku si distinguono da quelle delle Guardian Senshi per i loro colori cupi e, almeno all'inizio, per l'assenza di strisce sul colletto.
Il loro compito è quello di proteggere il Silver Millennium dalle minacce provenienti dall'esterno del sistema solare: nel manga questo compito è stato affidato da Queen Serenity a Sailor Uranus e Neptune, mentre a Sailor Pluto ha affidato la custodia delle porte del tempo.
Per questo motivo queste guerriere, nell'anime, compaiono esclusivamente nella terza e nella quinta serie: entrano in azione solo quando i nemici provengono dall'esterno del sistema solare, lasciando i pericoli interni in mano alle guerriere del sistema solare interno. Sailor Pluto è l'unica guerriera a comparire nella seconda serie, come Custode delle Porte del Tempo. In realtà, però, viene rivelata la sua identità solo dalla terza serie.
Nella terza serie, Sailor Moon S, lo scopo delle Outer Senshi è duplice. Inizialmente, sia Sailor Uranus che Sailor Neptune si mostrano decise nella ricerca dei Talismani, lo stesso compito per i quali vengono inviati dai loro nemici, i Daimon. Non a caso, infatti, le due guerriere non intervengono mai in aiuto delle altre guerriere sailor quando il mostro di turno compare, ma aspettano sempre che esso liberi il cristallo del cuore delle persone scelte per l'attacco, in modo da vedere se dentro tale cristallo siano presenti i Talismani.
Solo quando capiscono che i cristalli del cuore sono privi dei talismani, passano all'azione, attaccando il nemico, o, a volte, sparendo nel nulla, lasciando il compito alle altre. In questa prima parte della storia dimostrano che per loro non è importante la morte di persone innocenti (sottraendo il cristallo del cuore, infatti, la persona morirebbe), ma mettono al primo posto la salvezza dell'umanità intera. Dopo la comparsa di Sailor Pluto nel team e la scoperta dei Talismani, il loro nuovo compito è quello di cercare il vero Messiah, l'unico in grado di sprigionare il potere benefico della calice sacro.
Infine, dopo la scoperta che dentro Hotaru Tomoe si cela Sailor Saturn, il loro nuovo compito è quello di ucciderla: Sailor Saturn è infatti la rappresentazione della morte e della distruzione, e se si risvegliasse del tutto, il mondo potrebbe essere in pericolo. Non a caso, infatti, la definiscono il Messiah Nero o Messiah del Silenzio.
Nella quinta serie, invece, le Outer e le Guardian senshi non hanno scopi diversi: entrambi gli schieramenti sono animati dalla volontà di eliminare il loro nemico, Sailor Galaxia. Successivamente, davanti ai nuovi nemici, Hotaru (cresciuta improvvisamente) le aiuta a trovare dentro di loro il potere necessario per trasformarsi in Super Senshi. Sarà poi Sailor Saturn a dare inizio alla trasformazione finale di Sailor Moon, che passerà dal livello Super al livello Eternal. Dopodiché, i due gruppi lavoreranno insieme contro i loro nemici.
Nel manga vi sono molte differenze: il compito delle outer senshi nella terza serie non è trovare i talismani, che anzi sono già in loro possesso, ma impedire che entrino in risonanza, poiché questo provocherà il risveglio della guerriera della morte e della distruzione, Sailor Saturn, come già è accaduto quando il Silver Millennium venne distrutto dal Dark Kingdom. Alla fine della terza serie la loro missione è di crescere Hotaru Tomoe, tornata neonata grazie al potere di Super Sailor Moon. Per questo motivo non appariranno fino alla fine della quarta serie, dopo la crescita repentina di Hotaru, e dopo aver risvegliato i loro sailor crystal, ottenendo una nuova trasformazione, e correndo in aiuto delle compagne nella battaglia finale contro Nehellenia.

### Sailor Quartet
Nel manga, le quattro ragazze del Quartetto Amazzonico sono in grado di trasformarsi in senshi, e sono chiamate: Sailor Quartet. Quando Sailor Chibimoon riesce a risvegliare la loro natura di guerriere, le quattro ragazze diventano le sue future protettrici (come le Guardian Senshi per la Principessa Serenity). Le guerriere sono note con i nomi di Sailor Ceres, Sailor Juno, Sailor Vesta e Sailor Pallas.

### Sailor Power Guardian
Non sono vere e proprie guerriere Sailor, ma piccoli spiriti guardiani che hanno il compito di proteggere le Guardian e le Outer Senshi, in quanto principesse dei pianeti del sistema solare.
Ognuna risiede nel castello del proprio pianeta d'origine ed il suo aspetto è uguale alla senshi da lei protetta ma molto più piccolo, come una fatina. Indossano un'uniforme di senshi al livello Super.
Compaiono solo nel manga.

### Sailor Starlights e Sailor Kakyuu
Nell'ultima serie animata sono presenti quattro senshi proveniente dal pianeta Kinmoku e dalle sue lune: le prime tre sono conosciute individualmente come Sailor Star Fighter, Sailor Star Healer e Sailor Star Maker, e compongono il gruppo delle Sailor Starlights. Il quarto personaggio, anche se non fa parte del gruppo, è la principessa del pianeta, nota come Principessa Kakyuu, in grado di trasformarsi in Sailor Kakyuu.

### Galaxia e le Veneranti
Galaxia e le Veneranti, nella versione originale Shadow Galactica, è un gruppo di nemici capitanati dalla malvagia Sailor Galaxia. Nell'anime Sailor Galaxia è una guerriera leggendaria che in tempi antichi combatté e salvò la galassia sigillando dentro di sé il male assoluto, Chaos, divenendo così un suo strumento. Nel manga Sailor Galaxia nasce in una stella definita da lei stessa "spazzatura", per questo inizia a vagare nella galassia per cercare una stella alla sua altezza, viene così assoldata dal male assoluto, Chaos, e inizia a rubare gli Starseed (Semi di Stella nell'adattamento italiano anime) dalle altre guerriere per poter così conquistare la galassia. Tra le sue seguaci ci sono Sailor Lethe e Sailor Mnemosyne, presenti solo nel manga, costrette ad aiutare Sailor Galaxia. Sailor X (Chi) e Sailor Φ (Phi) sono le guerriere più fedeli a Sailor Galaxia, e appaiono sia nel manga che nel musical. Si aggiunge in quest'ultimo Sailor Θ (Theta), compagna di Chi e Phi, e Sailor Buttress, il primo luogotenente di Sailor Galaxia.

#### Le Veneranti
Le Veneranti nell'adattamento italiano dell'anime, ovvero le Sailor Animamates (セーラーアニマメイツ?, Sērā Animameitsu) nella versione originale, sono un gruppo di ragazze agli ordini di Sailor Galaxia, che le promise di farle diventare delle vere Senshi: anche se usano il prefisso Senshi, non sono infatti delle vere guerriere. Seguendo gli ordini di Sailor Galaxia, hanno tradito la loro stella d'origine lasciando che fosse distrutta.
Sailor Iron Mouse (nell'adattamento italiano dell'anime, Sailor Cuore di Ferro), Sailor Lead Crow (Sailor Vulcania), Sailor Aluminum Seiren (Sailor Fantasia), Sailor Tin Nyanko (Sailor Metallia), appaiono sia nel manga che nell'anime. Si aggiungono Sailor Heavy Metal Papillon, Sailor Pewter Fox, Sailor Titanium Kerokko e Sailor Mitis Kerokko aggiunte per il musical.

#### Phage
Il termine inglese phage (ファージ?, fāji, nell'adattamento italiano Automi) descrive una tipologia di mostri apparsi esclusivamente nella serie animata. Quando lo Starseed (Seme di stella) di una persona viene estratto e non risulta essere uno star seed originale (o puro) e si inscurisce, il suo corpo diventa una specie di parodia di una guerriera Sailor (sia di sesso maschile che femminile). Il loro corpo muta fino ad assumere una forma mostruosa ed antropomorfa. Nascono così Sailor Director, Sailor Teacher, Sailor Chef e via dicendo.
Quando le Sailor Animamates scoprono che lo Starseed estirpato è di tipo comune, quindi inutilizzabile, lasciano che il Phage crei il caos, ed eventualmente, si scontri con le guerriere sailor. Eternal Sailor Moon (ed anche la principessa Kakyuu, anche se in quest'ultimo caso viene solo detto e non mostrato) hanno il potere di riportare Phage nella loro forma umana.

### Altre Senshi
Sailor ChibiChibi nasce nel manga come travestimento di Sailor Cosmos, venuta dal futuro per rimediare a un suo errore. Nell'anime, invece, Sailor ChibiChibi è lo starseed di Galaxia, mandato sulla Terra da quest'ultima per combattere a tempo debito il Chaos. Viene anche affermato che Sailor Cosmos è una forma avanzata di Sailor Moon.
Sailor Chaos è l'ultima forma della malefica entità nota come Chaos, nemico finale di tutta la saga.

#### Finte Senshi
Nel manga, Naruru Osaka e Ruruna Kobe si travestono da Senshi, utilizzando i nomi Sailor Naruru e Sailor Ruruna. Visto che le due ragazze indossano spesso vestiti firmati "Guccicci" and "Channel" (marche fittizie), vengono spesso chiamata dai fan Sailor Guccicci e Sailor Channel.
Tamasaburou (Tommy in Italia) è maestro della cerimonia del tè, e incontra Chibiusa nell'episodio nº 104. Dopo che venne salvato da Sailor Neptune e da Sailor Uranus, incontra Sailor Moon, ed ispirato dalla sua figura, si traveste come lei (con tanto di gonna!!) e si definisce Sailor Tamasaburou (in Italia Sailor Tommy), il paladino dell'ospitalità. La sua divisa non è proprio uguale a quelle di Sailor Moon, ma ricorda di più una normale fuku scolastica con la gonna verde.
Nell'episodio speciale (Act Zero) della serie live, Naru Osaka, si traveste da Sailor V, di cui è una grande fan, per cercare di spaventare potenziali criminali, anche se fallisce. Viene per questo chiamata Sailor N. Momoko Kimura e Kanami Abe (presenti sempre in questa serie), immaginano di indossare sempre il costume di Sailor V, diventando Sailor M e Sailor K. A sua volta, anche Usagi sfoggia questi abiti, diventando Sailor Rabbit, così come Ami Mizuno, diventando Sailor A.

#### Senshi scomparse
Nella quinta serie viene nominato un considerevole numero di guerriere sailor di altri pianeti, uccise dalle Animamates prima del loro arrivo sulla Terra.
Nel manga sono rivelate solo le guerriere dei pianeti madre delle Sailor Animamates, ossia quelle dei loro pianeti d'origine: Sailor Koronis, del pianeta Koronis (madre patria di Phobos e Deimose Sailor Lead Crow), Sailor Mau, del pianeta Mau (madre patria di Luna e Artemis e Sailor Tin Nyanko). Sailor Squit dal pianeta omonimo (madre patria di Sailor Iron Mouse), Sailor Mermaid (del pianeta madre di Sailor Alluminium Seiren), e infine Sailor Cocoon, mai nominata ne nell'anime, ne nel manga, l'esistenza di Sailor Coccoon è data solo dall'artbook Material Collection. Come si può desumere dal manga le Sailor Animamates assistettero alla distruzione del loro pianeta, per salvarsi da morte certa e realizzare il loro sogno di avere una stella solo per loro seguirono Galaxia, è probabile che Galaxia cercò di condurre a sé tutte queste guerriere scomparse come fece per Sailor Mnemosine, Sailor Lete, Sailor Phi e Chi che accettarono.